# Laphria bellifontanea
Laphria bellifontanea là một loài ruồi trong họ Asilidae. Laphria bellifontanea được Villeneuve miêu tả năm 1928. Loài này phân bố ở vùng Cổ Bắc giới.